# Kamchatka (vùng)
Vùng Kamchatka (tiếng Nga: Камча́тский край, chuyển tự: Kamchatsky kray, IPA: [kɐmˈtɕatskʲɪj kraj]) là một chủ thể liên bang (một krai) của Nga. Về địa lý, nó nằm ở miền Viễn Đông, là một phần của Vùng liên bang Viễn Đông. Vùng Kamchatka có dân số 322,079 (2010).
Petropavlovsk-Kamchatsky là thành phố lớn nhất, đồng thời là thủ phủ vùng Kamchatka, là nơi cư ngụ của hơn một nửa dân số vùng.
Vùng Kamchatka được thiết lập ngày 1 tháng 7 năm 2007, là kết quả của việc hợp nhất tỉnh Kamchatka và khu tự trị Koryak, theo kết quả một cuộc trưng cầu dân ý. Khu tự trị Koryak vẫn giữ địa vị hành chính đặc biệt, dù đã được sáp nhập vào vùng Kamchatka.

## Hành chính

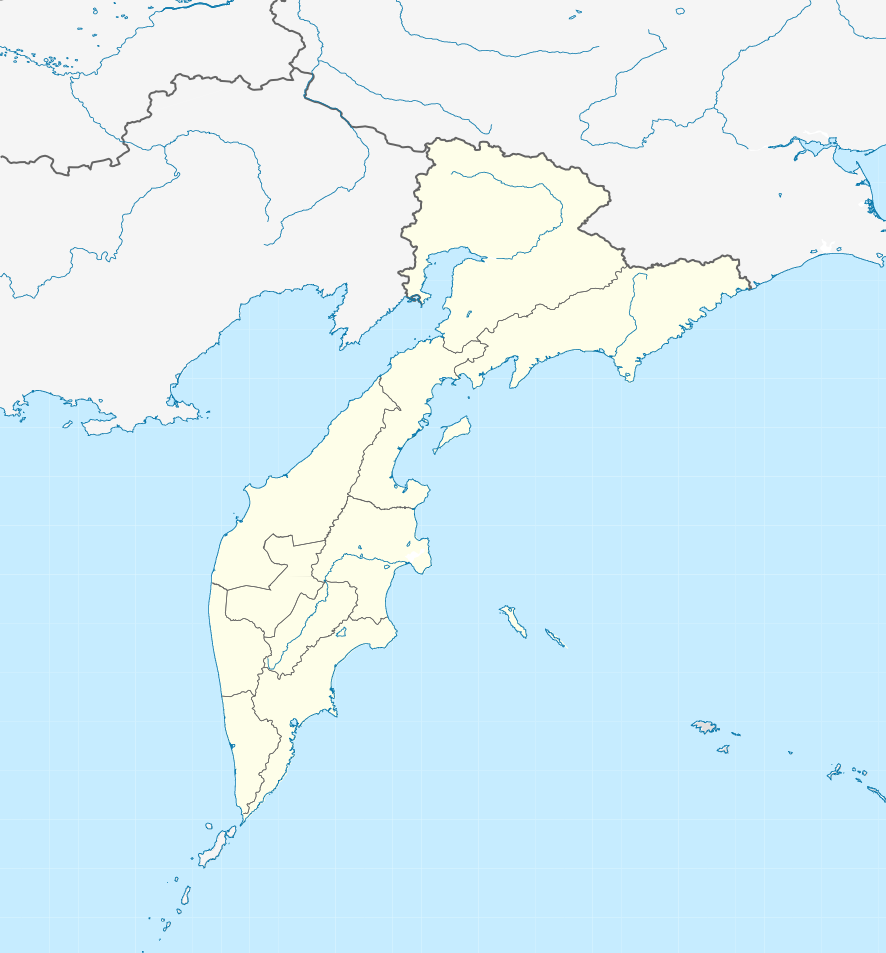
Hành chính vùng Kamchatka

- Petropavlovsk-Kamchatsky
- Vilyuchinsk
- Aleutsky
- Bystrinsky
- Karaginsky
- Milkovsky
- Olyutorsky
- Penzhinsky
- Sobolevsky
- Tigilsky
- Ust-Bolsheretsky
- Ust-Kamchatsky
- Yelizovsky